# Alice Waters

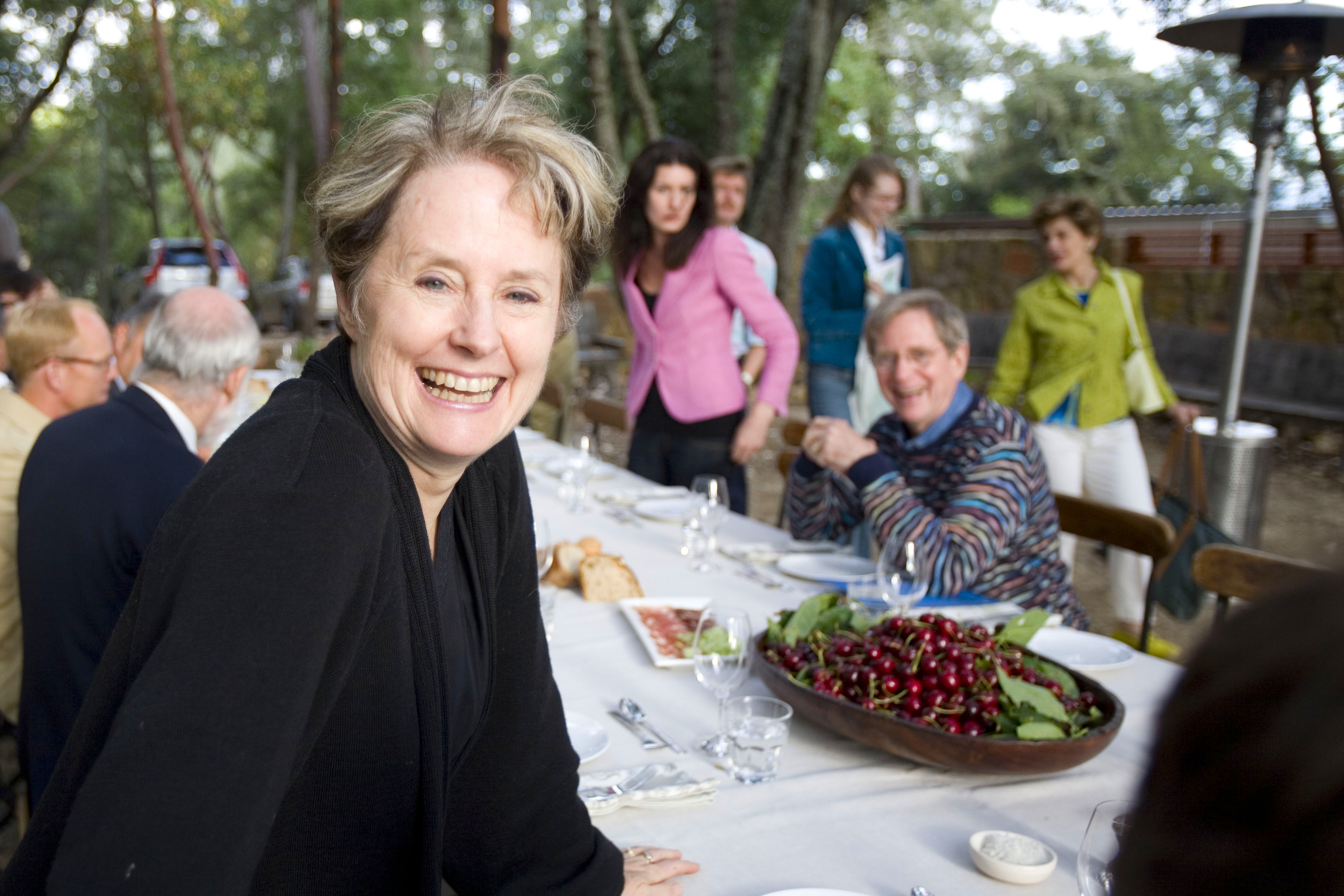
Alice Waters, 2007

Alice Louise Waters (* 28. April 1944 in Chatham, New Jersey) ist eine US-amerikanische Gastronomin und Miteigentümerin des kalifornischen Restaurants Chez Panisse in Berkeley, das als Ursprungsort der California Cuisine gilt. Ihr gehört außerdem das Café Fanny in West Berkeley. Waters ist eine Pionierin der Bio-Lebensmittel-Bewegung (organic food) in den Vereinigten Staaten.

## Leben
Alice Waters fordert die konsequente Verwendung von frischen und gesunden Agrarprodukten, die aus der Region stammen. Gemeinsam mit Jeremiah Tower, der von 1972 bis 1978 Chefkoch im Chez Panisse war, begründete sie diesen Trend. Sie hat alleine und gemeinsam mit anderen mehrere Bücher geschrieben, die sich mit diesem Thema auseinandersetzen. Dazu gehört das Kochbuch Chez Panisse Cooking, das sie gemeinsam mit dem damaligen Chefkoch des Chez Panisse, Paul Bertolli, verfasste. 
Heute fordert sie vor allem eine bessere Ernährungserziehung für Kinder. Im Rahmen dessen hat sie das Edible-Schoolyard-Programm in Berkeley ins Leben gerufen. Ihre Ideen für eine Esserziehung werden heute von allen Schulen im kalifornischen Gebiet von Berkeley verfolgt. In der US-amerikanischen Öffentlichkeit sind sie auf großes Interesse gestoßen.
Alice Waters setzt sich vor allem dafür ein, ausschließlich Lebensmittel zu verwenden, die in der Region angebaut werden. Nach ihrer Ansicht ist der weiträumige Transport von massenproduzierten Nahrungsmitteln schädlich für die Umwelt und führt zu qualitativ schlechteren Produkten für den Konsumenten.

## Auszeichnungen (Auswahl)
- 2009: Ehrendoktorwürde der Princeton University.[4]
- 2009: Ordre national de la Légion d’honneur (Ehrenlegion).[5]
- 2009: Eckart Witzigmann Preis für Innovation.[6]
- 2014: 100 Most Influential People von Time Magazine.[7]
- 2014: National Humanities Medal
- 2015: Berlinale Kamera der 65. Internationalen Filmfestspiele Berlin.[8]

## Mitgliedschaften
- Seit 2002 ist sie eine Vize-Präsidentin von Slow Food International.[9]
- 2007 wurde sie zu einem Mitglied der American Academy of Arts and Sciences.
- 2014 erfolgte ihre Aufnahme in die American Philosophical Society.
- 2014 Ehrenmitglied der American Academy of Arts and Letters.[10]

## Veröffentlichungen
- Alice Waters: The Art of Simple Food. Rezepte und Glück aus dem Küchengarten. Prestel Verlag, München 2014, ISBN 978-3-7913-4991-6.
- mit Gina Gallo et al.: California Fresh Harvest: A Seasonal Journey through Northern California. Series: California Fresh. Favorite Recipes Press 2001, ISBN 978-0961374419.
- Alice Waters: Chez Panisse Cafe Cookbook. ISBN 0-06-017583-4 (englisch).
- Alice Waters, Paul Bertolli: Chez Panisse Cooking. ISBN 0-8446-7110-X (englisch).
- Alice Waters: Chez Panisse Fruit. 2002, ISBN 978-0-06-019957-9 (englisch).
- Alice Waters: Chez Panisse Vegetables. 1996, ISBN 978-0-06-017147-6 (englisch).
- Alice Waters: Chez Panisse Menu Cookbook. 1995, ISBN 978-0-679-75818-1 (englisch).
- Alice Waters: Chez Panisse Pasta, Pizza, Calzone. 1984, ISBN 978-0-679-75536-4 (englisch).
- Alice Waters: Fanny at Chez Panisse. A Child's Restaurant Adventures with 46 Recipes. ISBN 978-0-06-092868-1 (englisch). A storybook and cookbook for children
- Alice Waters, Carlo Petrini, William McCuaig: Slow Food: The Case for Taste (Arts and Traditions of the Table: Perspectives on Culinary History). ISBN 978-0-231-12845-2 (englisch).
- Alice Waters: The Art of Simple Food. ISBN 978-0-307-33679-8 (englisch).
- Alice Waters: The Edible Schoolyard. ISBN 978-0-8118-6280-6 (englisch).

## Film
- Das Glück liegt auf dem Teller. Kalifornien – Berkeley. (OT: Le bonheur est dans l'assiette. La Californie.) Dokumentarfilm, Frankreich, 2016, 25:53 Min., Buch und Regie: Philippe Allante, Produktion: Petit Dragon, Ten2Ten Films, arte France, Reihe: Das Glück liegt auf dem Teller, (OT: Le bonheur est dans l'assiette.), Erstsendung: 16. November 2016 bei arte, Inhaltsangabe von ARD.

## Einzelbelege
1. ↑   The Grassroots Revolution. Abgerufen am 10. März 2024 (amerikanisches Englisch).
2. ↑  Maureen Dowd: Opinion | The Aura of Arugulance. In: The New York Times. 19. April 2009, ISSN 0362-4331 (nytimes.com [abgerufen am 10. März 2024]).
3. ↑  TERRA MADRE – Alice Waters Speaks. Abgerufen am 10. März 2024 (amerikanisches Englisch).
4. ↑  Eric Quiñones: Princeton awards five honorary degrees. (Memento vom 9. Juni 2009 im Internet Archive). In: Princeton University, 9. Juni 2009.
5. ↑  Meredith Brody: Alice Waters to Receive France's Highest Honor. (Memento des Originals vom 16. November 2016 im Internet Archive)  Info: Der Archivlink wurde automatisch eingesetzt und noch nicht geprüft. Bitte prüfe Original- und Archivlink gemäß Anleitung und entferne dann diesen Hinweis. In: SF Weekly, 4. August 2009.
6. ↑  PREISTRÄGER 2009 – Internationaler Eckart Witzigmann Preis. Abgerufen am 19. Dezember 2017 (deutsch).
7. ↑  Ruth Reichl: The activist chef who pioneered good food for all. In: Time Magazine, 23. April 2014, mit Video, 4:13 Min.
8. ↑  Foto: Festivaldirektor Dieter Kosslick mit Food-Aktivistin Alice Waters und Slow-Food-Präsident Carlo Petrini bei der Verleihung. In: Berlinale 2015, 8. Februar 2015.
9. ↑  Katja Zimmermann: The Art of Simple Food – Alice Waters. In: Flavour Magazin, 9. Februar 2015, (deutsch).
10. ↑  Honorary Members. American Academy of Arts and Letters, archiviert vom Original (nicht mehr online verfügbar) am 3. Dezember 2019; abgerufen am 13. Januar 2019.  Info: Der Archivlink wurde automatisch eingesetzt und noch nicht geprüft. Bitte prüfe Original- und Archivlink gemäß Anleitung und entferne dann diesen Hinweis.

| Personendaten    | Personendaten                             |
| ---------------- | ----------------------------------------- |
| NAME             | Waters, Alice                             |
| ALTERNATIVNAMEN  | Waters, Alice Louise (vollständiger Name) |
| KURZBESCHREIBUNG | US-amerikanische Köchin                   |
| GEBURTSDATUM     | 28. April 1944                            |
| GEBURTSORT       | Chatham (New Jersey), New Jersey          |